# Reality Queens auf Safari
Reality Queens auf Safari ist eine deutsche Reality-Show, die im August und September 2013 auf ProSieben ausgestrahlt wurde. Das Format basiert auf der niederländischen Fernsehshow Echte Meisjes in de Jungle (Reality Queens in the Jungle oder Reality Queens of the Jungle) von Eyeworks, die erstmals 2011 auf RTL 5 in den Niederlanden lief. Echte Meisjes hat es in den Niederlanden bislang auf 3 Staffeln mit 28 Folgen gebracht. Nach einem ähnlichen Konzept wurde die Reality-Show Wild Girls – Auf High Heels durch Afrika produziert, die vom 10. Juli 2013 bis 21. August 2013 auf RTL ausgestrahlt wurde.

## Konzept
Die zwölf Kandidatinnen werden nach der Ankunft in der tansanischen Steppe in die beiden Teams „Bunga Babes“ und „Matiti Girls“ (Matiti kisuahelisch Brust) aufgeteilt. Die Teams treten in Wettkämpfen gegeneinander an, der Gewinn des ersten Wettkampfes jeder Episode entscheidet, welche Gruppe im „Luxuscamp“ und welche im „Basic-Camp“ Domizil bezieht. Pro Folge muss je eine Teilnehmerin die Teams verlassen. Im Finale wird jeweils eine Darstellerin pro Team um den Gesamtsieg und 100.000 Euro kämpfen.

## Ablauf
Im Mai 2013 wurde bekannt, dass ProSieben sich die Lizenz für das Format gesichert hat und die Show unter dem Arbeitstitel „Reality Queens“ am Kilimandscharo produzieren wird. Die erste Staffel wurde ab dem 22. August 2013 ausgestrahlt. Aufgrund von nicht zufriedenstellenden Einschaltquoten gab ProSieben am 2. September bekannt, dass das Finale um zwei Wochen nach vorne geschoben wird. Damit endete die Show bereits am 5. September 2013 mit der dritten Folge, in der im Finale Julia Fljat und Nancy Senga in einer Schnitzeljagd mit Aufgaben, die von Bagamoyo nach Daressalam führte, gegeneinander antraten.  Fljat gewann den Titel „Reality Queen“ und 70.000 Euro, die Summe aus gewonnenen, aber wegen des freiwilligen Ausscheidens von Teilnehmerinnen reduzierten Challenges.

## Teilnehmer
| Platz | Teilnehmerin                        | Alter | Bekannt als | Team                                 | Verließ die Show                  |
| ----- | ----------------------------------- | ----- | --- | ------------------------------------ | --------------------------------- |
| 1     | Julia Fljat                         | 26    | Sexy Julia (YouTube-Channel) | Matiti Girls                         | als Gewinnerin                    |
| 2     | Nancy Senga                         | 29    | Kandidatin bei Sommermädchen 2009 und bei der 3. Staffel von Der Bachelor                                                                                         | Bunga Babes                          | als Zweitplatzierte               |
| 3     | Gabriella De Almeida Rinne          | 24    | Sängerin, Kandidatin der 7. Staffel von Popstars und Mitglied der Band Queensberry                                                                                | Bunga Babes                          | als Verliererin einer Challenge   |
| 4     | Bettie Ballhaus                     | 35    | Erotikmodel, Kandidatin der 9. Staffel Big Brother | Matiti Girls                         | aus gesundheitlichen Gründen      |
| 5     | Sunny S. Woodpecker (Sandra Specht) | 23    | Model, Kandidatin bei Der Bachelor Schweiz | Bunga Babes, ab Folge 3 Matiti Girls | als Verliererin einer Challenge   |
| 6     | Rebecca Kratz                       | 27    | Freundin von Daniela Katzenberger in Daniela Katzenberger – natürlich blond und aus Familie Kratz – Jetzt geht’s um die Wurst (Nachrückkandidatin)                | Bunga Babes                          | als Verliererin einer Challenge   |
| 7     | Tessa Bergmeier                     | 24    | Model, Kandidatin der 4. Staffel von Germany’s Next Topmodel und der 2. Staffel von Die Alm                                                                       | Matiti Girls                         | in Folge 3 (freiwillig)           |
| 8     | Nina Kristin Fiutak                 | 31    | Schauspielerin, Sängerin und Model | Matiti Girls                         | in Folge 3 (freiwillig)           |
| 9     | Janina Youssefian                   | 32    | Model, sie hatte eine Affäre mit Dieter Bohlen in einem Teppichgeschäft                                                                                           | Bunga Babes                          | in Folge 3 (freiwillig)           |
| 10    | Tialda van Slogteren                | 28    | Sängerin, Kandidatin der 6. Staffel von Popstars und Mitglied der Band Room2012                                                                                   | Bunga Babes                          | in Folge 2 (vom Team rausgewählt) |
| 11    | Micaela Schäfer                     | 29    | Nacktmodel, Kandidatin der 1. Staffel von Germany’s Next Topmodel, der 6. Staffel von Ich bin ein Star – Holt mich hier raus! und der 10. Staffel von Big Brother | Matiti Girls                         | in Folge 2 (freiwillig)           |
| 12    | Kelly Trump                         | 42    | Moderatorin, Ex-Pornodarstellerin | Bunga Babes                          | in Folge 1 (vom Team rausgewählt) |
| 12    | Sabrina Lange                       | 46    | Kandidatin der 1. Staffel von Big Brother | Matiti Girls                         | in Folge 1 (vom Team rausgewählt) |

## Rezensionen

### Kritiken
- Arno Frank von Spiegel Online schreibt in seiner Fernsehkritik, in der „Trash-Show“ würden „D-Promis ihre Ignoranz, ihre Brüste - und ihren Ekel vor dem Leben im afrikanischen Busch“ zeigen.[9]
- Daniel Call vom Berliner Kurier attestiert den Äußerungen der Protagonistinnen einen „gepflegten Rassismus“ und kritisiert, dass die Sendung so zu einer „sehr üblen, sich an der Grenze zur Verhetzung balancierenden Vorführung“ werde.[10]
- Pia Mester von der WAZ stellt fest, dass die C-Promi-Teilnehmerinnen so unbekannt waren, dass sie sich erst einander vorstellen mussten und merkte an, dass Afrika „genug erlitten habe. Bürgerkriege, Aids, Hungersnöte – und jetzt auch noch zwölf aufgetakelte Möchtegern-Promi-Damen aus Deutschland“ ertragen müsste.[7]
- Jennifer Geiger von Meedia bemängelte, dass die Teilnehmerinnen der „Rest von Resterampe“ seien, „C- und Doppel-D-Promis“ und nicht viel mehr als „nervtötendes Gekreische, Gehüpfe, Popo-Gewackel und Rumgeheule“ der Protagonistinnen zu sehen sei.[11]
- Ingo Rentz von Horizont.net meint, dass es ProSieben mit der Sendung gelungen sei, „TV-Trash auf die Spitze zu treiben“.[12]
- Mehrere entwicklungspolitische Nichtregierungsorganisationen forderten ProSieben am 29. August 2013 dazu auf, die Sendung einzustellen, da das in der Sendung erzeugte Bild von Tansania und dessen Einwohnern einfältig, beleidigend und menschenunwürdig sei.[13][14] ProSieben wies die Vorwürfe zurück.[15]

### Einschaltquoten
| Sendung | Datum             | Zuschauer | Zuschauer       | Marktanteil | Marktanteil     | Quelle |
| Sendung | Datum             | Gesamt    | 14 bis 49 Jahre | Gesamt      | 14 bis 49 Jahre | Quelle |
| ------- | ----------------- | --------- | --------------- | ----------- | --------------- | ------ |
| 1       | 22. August 2013   | 1,15 Mio. | 0,77 Mio.       | 4,5 %       | 8,2 %           | [ 16 ] |
| 2       | 29. August 2013   | 1,20 Mio. | 0,81 Mio.       | 4,4 %       | 8,2 %           | [ 17 ] |
| 3       | 5. September 2013 | 0,87 Mio. | 0,59 Mio.       | 3,5 %       | 6,3 %           | [ 18 ] |